# Phasia nigrens
Phasia nigrens là một loài ruồi trong họ Tachinidae.